# Alseis monstrosa
Alseis monstrosa är en insektsart som beskrevs av Stevens 1991. Alseis monstrosa ingår i släktet Alseis och familjen dvärgstritar. Inga underarter finns listade i Catalogue of Life.